# Gliese 570
Gliese 570 is een stersysteem met een magnitude van +5,64 in het sterrenbeeld Weegschaal met een spectraalklasse van K4.V + M1.5V + M3.V + T7.5. De ster bevindt zich 19,2 lichtjaar van de zon.